# Ewa Marcinowska-Suchowierska
Ewa Barbara Marcinowska-Suchowierska (ur. 14 grudnia 1948 w Warce) – polski lekarz internista, nauczyciel akademicki, profesor nauk medycznych.

## Życiorys
W 1972 ukończyła studia medyczne na kierunku lekarskim w Akademii Medycznej w Warszawie. Specjalista w zakresie chorób wewnętrznych (I stopień w 1975 i II stopień w 1979) i geriatrii (2017).
Stopień doktora nauk medycznych uzyskała w 1979 w Centrum Medycznym Kształcenia Podyplomowego w Warszawie na podstawie rozprawy pt. Wchłanianie wapnia i fosforanów w jelicie krętym u chorych z przewlekłą niewydolnością nerek przed oraz w czasie leczenia 1 alfa-hydroksycholekalcyferolem. W 1988 w tej samej uczelni uzyskała stopień doktora habilitowanego na podstawie pracy pt. Badania nad wykorzystaniem syntezy skórnej witaminy D do uzupełniania jej niedoborów u osób z przewlekłymi chorobami przewodu pokarmowego. W 1995 otrzymała tytuł naukowy profesora.
Zawodowo związana z Centrum Medycznego Kształcenia Podyplomowego, w tym m.in. Kliniką Geriatrii, Chorób Wewnętrznych i Chorób Metabolicznych Kości oraz Szkołą Zdrowia Publicznego CMKP.
Członkini towarzystw naukowych w tym m.in.: Polskiego Towarzystwa Medycyny Rodzinnej, Polskiego Towarzystwa Endokrynologicznego i European Vitamin D Association.
Założycielka fundacji Krok po kroku, działającej na rzecz dzieci z zaburzeniami rozwoju i ich rodzin.
W 2015 została powołana przez Prezydenta Rzeczypospolitej Polskiej w skład Narodowej Rady Rozwoju do sekcji ochrony zdrowia. 12 lutego 2021 roku została powołana przez Prezydenta RP Andrzeja Dudę na członka Rady do spraw Ochrony Zdrowia.
W 2023 na wniosek prezesa Agencji Badań Medycznych Radosława Sierpińskiego została powołana w skład Naczelnej Komisji Bioetycznej przez ministra zdrowia Adama Niedzielskiego.
Autorka lub współautorka ponad 300 publikacji, w tym prac poglądowych i rozdziałów w podręcznikach. Jej zainteresowania naukowe i dydaktyczne dotyczą tematyki zaburzeń gospodarki wapniowo-fosforanowo-magnezowej, witaminy D i chorób metabolicznych kości, a zwłaszcza osteoporozy u ludzi starych.

## Odznaczenia
- Krzyż Oficerski Orderu Odrodzenia Polski (2024)[10]
- Krzyż Kawalerski Orderu Odrodzenia Polski (2020)[11]
- Złoty Krzyż Zasługi (1999)[12]